# MEASAT Satellite Systems
MEASAT Satellite Systems Sdn. Bhd. (anciennement Binariang Satellite Systems Sdn. Bhd.) est un opérateur malaisien de satellites de télécommunications, propriétaire et exploitant des satellites MEASAT (Malaysia East Asia Satellite) et AFRICASAT. 
L’entreprise fournit des services satellitaires aux principaux diffuseurs malaisiens, aux plateformes de télévision directe par satellite ainsi qu’aux opérateurs de télécommunications. Grâce à sa capacité répartie sur six satellites de communication, la société dessert plus de 150 pays à travers le monde.

## Historique
En 1993, le Premier ministre de Malaisie, Dr Mahathir Mohamad, appela à mettre fin au monopole du gouvernement malaisien sur les services de télécommunications. Il estimait que la création d'entreprises privées serait plus à même de répondre aux besoins futurs de la Malaisie dans ce secteur. Une des conséquences de ce « plan de développement de la Malaisie » fut la création de la société Binariang Sdn. Bhd. par le magnat malaisien Ananda Krishnan, chargée de développer le premier système national de communications par satellite.
En 1994, Binariang signa un contrat avec la société Hughes Space and Communications Company (aujourd’hui Boeing Satellite Systems) pour la fabrication de deux satellites du modèle 376. Le projet fut baptisé Malaysia East Asia Satellite, ou MEASAT en abrégé. Ces satellites permirent d’offrir des services fiables de téléphonie et de transmission de données sur l’ensemble du territoire malaisien, contribuant ainsi au renforcement de l’unité entre la péninsule et les parties insulaires du pays. Ils jouèrent également un rôle déterminant dans la croissance rapide des réseaux informatiques en Malaisie, ainsi que dans la création d’un nouveau service de télévision directe par satellite (DTH) nommé Astro.
Depuis le lancement de MEASAT-1 et MEASAT-2 en 1996, la société a élargi sa flotte à six satellites géostationnaires, conçus et construits par Boeing Satellite Systems, Orbital Sciences Corporation, Loral Space & Communications et Airbus Defence and Space.

## MEASAT-1 (AFRICASAT-1) et MEASAT-2
En tant que satellites avancés du modèle 376, MEASAT-1 et MEASAT-2 présentent trois améliorations majeures par rapport au modèle standard. Ce furent les premiers satellites de la série 376 à être équipés de cellules solaires en arséniure de gallium, fournissant 40 % de puissance supplémentaire pour la charge utile par rapport à leurs prédécesseurs en silicium. Ils furent également les premiers à utiliser des antennes légères à gain élevé, à forme façonnée. Enfin, ils utilisaient un système bipropulseur plus efficace pour les manœuvres de maintien en position orbitale et de contrôle d’attitude.
Les deux satellites furent lancés par des fusées Ariane depuis le Centre spatial guyanais de Kourou, en Guyane française. MEASAT-1 fut lancé en janvier 1996, et MEASAT-2 en novembre de la même année. MEASAT-1 fut placé sur une orbite géostationnaire à 91,5° Est, tandis que MEASAT-2 fut positionné à 148° Est. Le contrat signé avec Hughes prévoyait également l’installation et la mise en service d’une station de contrôle des satellites sur l’île de Langkawi, ainsi que la formation de contrôleurs spatiaux malaisiens.
MEASAT-1 comportait cinq transpondeurs à haute puissance en bande Ku pour les services directs à l’utilisateur, alimentés par des amplificateurs à onde progressive de 112 watts. Les services régionaux vers la Malaisie étaient fournis par 12 transpondeurs en bande C, utilisant des amplificateurs à semi-conducteurs de 12 watts. MEASAT-2 disposait de 11 transpondeurs actifs en bande Ku : huit utilisant des amplificateurs de 95 watts à onde progressive, et trois de 62 watts. Il possédait également six transpondeurs actifs en bande C, également alimentés par des amplificateurs de 12 watts à semi-conducteurs.
À la fin de l’année 2009, MEASAT-1 fonctionnait encore de manière fiable, bien au-delà de sa durée de vie prévue de 12 ans. Avec l’assistance de Boeing Satellite Systems, MEASAT réalisa une dérive orbitale de MEASAT-1 depuis sa position initiale à 91,5° Est vers 46° Est, au-dessus de l’océan Indien, afin de fournir des services au continent africain. En janvier 2010, le satellite fut renommé AFRICASAT-1. Il fut désorbité en avril 2013 et déplacé vers une orbite cimetière après avoir atteint la fin de sa vie opérationnelle.

## MEASAT-3
MEASAT-3 est un satellite de type Boeing 601 HP. Il a été lancé le 12 décembre 2006 depuis le cosmodrome de Baïkonour au Kazakhstan.
Le 21 juin 2021, MEASAT-3 a subi une anomalie d’origine indéterminée. Le 6 août 2021, MEASAT a annoncé avoir décidé de désorbiter le satellite.

## MEASAT-3a
MEASAT-3a a été construit par Orbital Sciences Corporation sur la base de leur plateforme Star-2. Il a été lancé le 21 juin 2009 depuis le cosmodrome de Baïkonour au Kazakhstan.

## MEASAT-3b
MEASAT-3b a été construit par Airbus Defence and Space. Il a été lancé le 12 septembre 2014 (heure malaisienne) depuis le Centre spatial guyanais en Guyane française.

## MEASAT-3d
MEASAT-3d a également été construit par Airbus Defence and Space. Il a été lancé le 23 juin 2022, en même temps qu’un satellite conçu par NSIL et Tata Play, le GSAT-24, à bord d’une fusée Ariane 5 ECA+ lors du vol VA257 depuis l’ELA-3 du Centre spatial guyanais.

### Lectures complémentaires
- Bigger, better and faster with Measat-3, The Star, 12 December 2006
- ILS Proton Successfully Launches MEASAT-3 Satellite, BAIKONUR COSMODROME, Kazakhstan, 12 December 2006
- Boeing Receives First Signal from New MEASAT-3 Satellite, ST. LOUIS, 12 December 2006
- Measat 3 Interference, Telco Talk Malaysia, April 2007